# Ross Marquand
Roscoe Wayne Marquand (Fort Collins, Colorado; 22 de agosto de 1981) más conocido como Ross Marquand, es un actor estadounidense. Conocido por interpretar a Aaron en la serie de televisión The Walking Dead de la cadena AMC y por interpretar a Johann Schmidt / Red Skull en Avengers: Infinity War. Él también le dio voz a una versión alternativa de Johann Schmidt en Avengers: Endgame.

## Primeros años
Marquand nació en Fort Collins, Colorado. Su primera incursión en la actuación comenzó a la edad de nueve años cuando interpretó un pequeño papel en un concurso de una iglesia a la que asistía. Poco después, se unió a los boy scouts (donde alcanzó el rango de Eagle Scout) y empezó a hacerse pasar por las celebridades en las ceremonias de fogatas. Más adelante realizó varias funciones teatrales en la escuela secundaria antes de ganar la aceptación en la Universidad de Colorado en Boulder en la facultad de teatro. Mientras asistía allí actuó en varias producciones, incluyendo Matar un ruiseñor, La pasión de Drácula y El jardín de los cerezos. Se graduó con un BFA (Licenciado en Bellas Artes: "Bachelor of Fine Arts") en su universidad.

## Carrera
Ross Marquand recibió su Bachiller en el Teatro de la Universidad de Colorado en Boulder. Poco después, se trasladó a Los Ángeles y rápidamente llamó la atención en varios proyectos de cine y televisión. Antes de que obtuviera un papel estelar en The Walking Dead interpretó a Paul Newman en la serie televisiva de AMC Mad Men.
También ha usado su voz en participaciones para animes, habiendo prestado sus talentos vocales únicos a un sinnúmero de producciones, como Phineas and Ferb, Conan, y videojuegos como Battlefield Hardline. Es especialmente conocido por hacerse pasar por una gran cantidad de celebridades como Harrison Ford, Brad Pitt, Kevin Spacey, Matthew McConaughey y más de 50 otros. Esta experiencia lo llevó a un papel protagonista en el show televisivo The Impression Guys, dirigido por Ben Shelton y Rainn Wilson.

## Filmografía

### Cine
| Año  | Título                                               | Rol                        | Notas        |
| ---- | ---------------------------------------------------- | -------------------------- | ------------ |
| 2006 | Love Sick                                            |                            | Cortometraje |
| 2007 | Saturday Night Special                               | Aaron Nash                 | Cortometraje |
| 2007 | The Deadening                                        | Newscaster                 | Cortometraje |
| 2008 | There Will Be Bud                                    | Daniel Puffington          |              |
| 2008 | Sex & Los Angeles                                    | Detective                  |              |
| 2008 | Kate Wakes                                           | Neighbor                   |              |
| 2009 | A Lonely Place for Dying                             | Nikolai Dzerzhinsky        | Productor    |
| 2009 | The Inappropriate Behavior of Our Alleged Loved Ones | Eric                       |              |
| 2010 | Happily After                                        | Tristan                    |              |
| 2010 | Woodshop                                             | Gary                       |              |
| 2010 | Slings and Arrows                                    | Charley                    |              |
| 2011 | The Congregation                                     | John Christner             |              |
| 2012 | Eden                                                 | Max                        |              |
| 2012 | Sabbatical                                           |                            | Cortometraje |
| 2012 | Broken Roads                                         | David Warwick              |              |
| 2013 | Down and Dangerous                                   | Henry Langlois             |              |
| 2013 | Christmas Party Conversations: Parte I               | Joven padre enojado        | Videometraje |
| 2013 | The Program                                          | Michael                    | Cortometraje |
| 2014 | Amira & Sam                                          | Greg                       |              |
| 2014 | Camera Trap                                          | Jack                       |              |
| 2015 | Une Libération                                       | Jean                       |              |
| 2015 | Spare Change                                         | Mr. Hartman                |              |
| 2018 | Avengers: Infinity War                               | Johann Schmidt / Red Skull |              |
| 2019 | Avengers: Endgame                                    | Johann Schmidt / Red Skull |              |

### Televisión
| Año           | Título                               | Rol                                      | Notas |
| ------------- | ------------------------------------ | ---------------------------------------- | --- |
| 2006          | L.A .Forensics                       | Agente del FBI                           | Episodio: "Under the Rug" |
| 2009          | I Love Vampires                      | Publicista de Siona                      | 5 episodios |
| 2012          | The Flipside                         | Actor                                    | Episodio: "Second Chance" |
| 2013          | Mad Men                              | Paul Newman                              | Episodio: "The Flood" |
| 2013–14       | Conan                                | Christopher Walken / James Gandolfini    | Voz |
| 2014          | Phineas y Ferb: Star Wars            | Han Solo                                 | Voz; episodio: "Star Wars" |
| 2014          | Impress Me                           | Ross Marvin                              | Rol principal |
| 2015–22       | The Walking Dead                     | Aaron                                    | Temporada 5 (recurrente, 6 episodios) Temporadas 6-7 (coprotagonista, 15 episodios) Temporadas 8-11 (protagonista, 48 episodios) |
| 2016          | Deadbeat                             | Hugh Janus                               | Episodio: "The Duchess of Stourbridge"                                                                                           |
| 2016          | The Walking Dead: The Journey So Far | Aaron                                    | Agradecimientos especiales |
| 2017          | Brockmire                            | Padre de Brockmire                       | Episodio: "Road Trip" |
| 2017          | The Last Tycoon                      | Principe de Wales                        | 2 episodios |
| 2018–2021     | Robot Chicken                        | Han Solo / Jack Reacher / Varios         | Voz |
| 2021–presente | Invincible                           | Inmortal / Rudy Connors / Varios         | Voz, recurrente |
| 2021          | ¿Qué pasaría si...?                  | Red Skull / Ultron / Sub-Ultron Sentries | Voz, 3 episodios |
| 2024          | X-Men '97                            | Charles Xavier / Profesor X              | Voz, recurrente |